# Daniel Drezet
Daniel Drezet (* 3. Februar 1952) ist ein ehemaliger französischer Skilangläufer.
Drezet belegte bei seiner einzigen Olympiateilnahme im Februar 1976 in Innsbruck den 51. Platz über 15 km und zusammen mit Jean-Paul Vandel, Yves Blondeau und Jean-Paul Pierrat den 11. Platz in der Staffel. Einen Monat zuvor wurde er in Reit im Winkl zusammen mit Gérard Verguet und Jean-Paul Pierrat Zweiter in der Staffel. Im Januar 1978 errang er in Le Brassus zusammen Roland Jeannerod und Jean-Paul Pierrat den dritten Platz in der Staffel. Bei den nordischen Skiweltmeisterschaften 1978 in Lahti kam er auf den 41. Platz über 50 km, auf den 39. Rang über 15 km und zusammen mit Jean-Paul Pierrat, Yves Blondeau und Paul Fargeix auf den zehnten Platz mit der Staffel.